# Focke-Wulf
Die Focke-Wulf-Flugzeugbau AG (ab 1936 GmbH) war ein deutscher Flugzeughersteller aus Bremen. Das 1923 gegründete Unternehmen fusionierte 1963 mit der Weser-Flugzeugbau GmbH zu den Vereinigten Flugtechnischen Werken (VFW).

## Geschichte

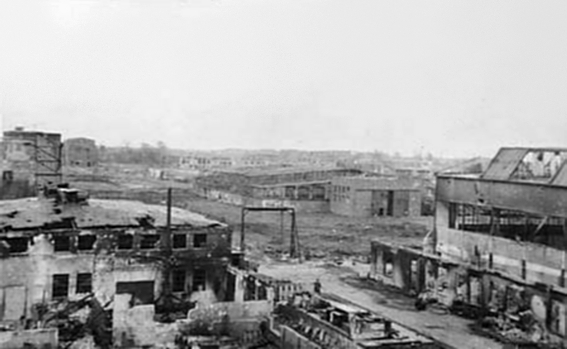
Zerstörtes Focke-Wulf-Werk in Bremen (1945)

Henrich Focke, Georg Wulf und Hans Kolthoff hatten 1912 gemeinsam das Motorflugzeug A 4 konstruiert. Im Herbst 1914 ließen sie ihren noch im Rohbau befindlichen sechsten Entwurf A 6 zurück, um in die Fliegertruppe einzutreten. Nach dem Krieg bauten Focke und Wulf dann den zweisitzigen A 7 Storch, der im November 1921 zum ersten Mal abhob, jedoch kurze Zeit später von einem Sturm zerstört und neu aufgebaut wurde. Am 24. Oktober 1923 gründeten sie die Bremer Flugzeugbau AG. Hieraus wurde die Focke-Wulf-Flugzeugbau AG in Bremen am 1. Januar 1924 gegründet. Die Gründer waren die Bremer Kaufleute Otto Bernhard, Otto Schurig und Ludwig Roselius, sowie Henrich Focke als Konstruktionsleiter, Georg Wulf als Erprobungsleiter und Dr. Werner Naumann als kaufmännischer Leiter. Am 29. April 1926 wurde die Gesellschaft in Norddeutsche Luftverkehr AG umbenannt. Wulf kam 1927 bei einem Testflug ums Leben.
Auf staatlichen Druck hin fusionierte die Focke-Wulf-Flugzeugbau AG mit der illiquiden Albatros Flugzeugwerke GmbH, Berlin, im September 1931. 1936 erfolgte die Umwandlung der Aktiengesellschaft in eine GmbH.
1933 schied Henrich Focke nach einer Entscheidung des Aufsichtsrates und auf Druck von Kurt Tank aus der Unternehmensleitung aus. An der Entwicklung des Drehflüglers Focke-Wulf Fw 61 war er noch beteiligt. Die technische Leitung ging auf Tank über. Henrich Focke gründete stattdessen 1937 die Firma Focke, Achgelis und Co. GmbH in Hoykenkamp bei Delmenhorst, die sich auf die Entwicklung von Hub- und Tragschraubern spezialisierte. Die Focke-Wulf Fw 61 wurde daraufhin in Focke-Achgelis Fa 61 umbenannt. In Marienburg in Westpreußen entstand zu Kriegsbeginn ein großes Zweigwerk. Ein weiteres Werk entstand in Sorau in Niederschlesien. 1944 vereinigte sich Focke, Achgelis und Co. mit der Weser-Flugzeugbau GmbH (umgangssprachlich „Weserflug“ genannt). Im Januar 1945 wurde der Mitgründer Senator Bernhard Aufsichtsratsvorsitzender.
Nach dem Zweiten Weltkrieg musste die Flugzeugproduktion zunächst eingestellt werden; auch wurde ein Teil der Arbeitsgeräte und der Anlagen von den Alliierten demontiert. Ein Teil der Flugzeughallen wurde ab 1947 von Nordmende genutzt. Im Jahr 1951 nahm Focke-Wulf den Bau von Segelflugzeugen, 1955 den von Motorflugzeugen wieder auf. Der Raumfahrtbereich wurde 1961 ausgegliedert und in das neue Unternehmen ERNO eingebracht.
Geschäftsführer der Bremer GmbH von 1959 bis 1964 war Gerhard M. F. Eggers (* 1912). 1963 erfolgte die Verschmelzung von Focke-Wulf mit der Weser-Flugzeugbau GmbH zu den Vereinigten Flugtechnischen Werken Fokker mbH (VFW) in Bremen und Düsseldorf, deren Geschäftsführer von 1964 bis 1970 ebenfalls Eggers war. Die Unternehmensteile gingen später nach Fusion mit Messerschmitt-Bölkow-Blohm und Übernahme der DASA in den Besitz von EADS und Airbus über.

## Produkte

### Flugzeuge

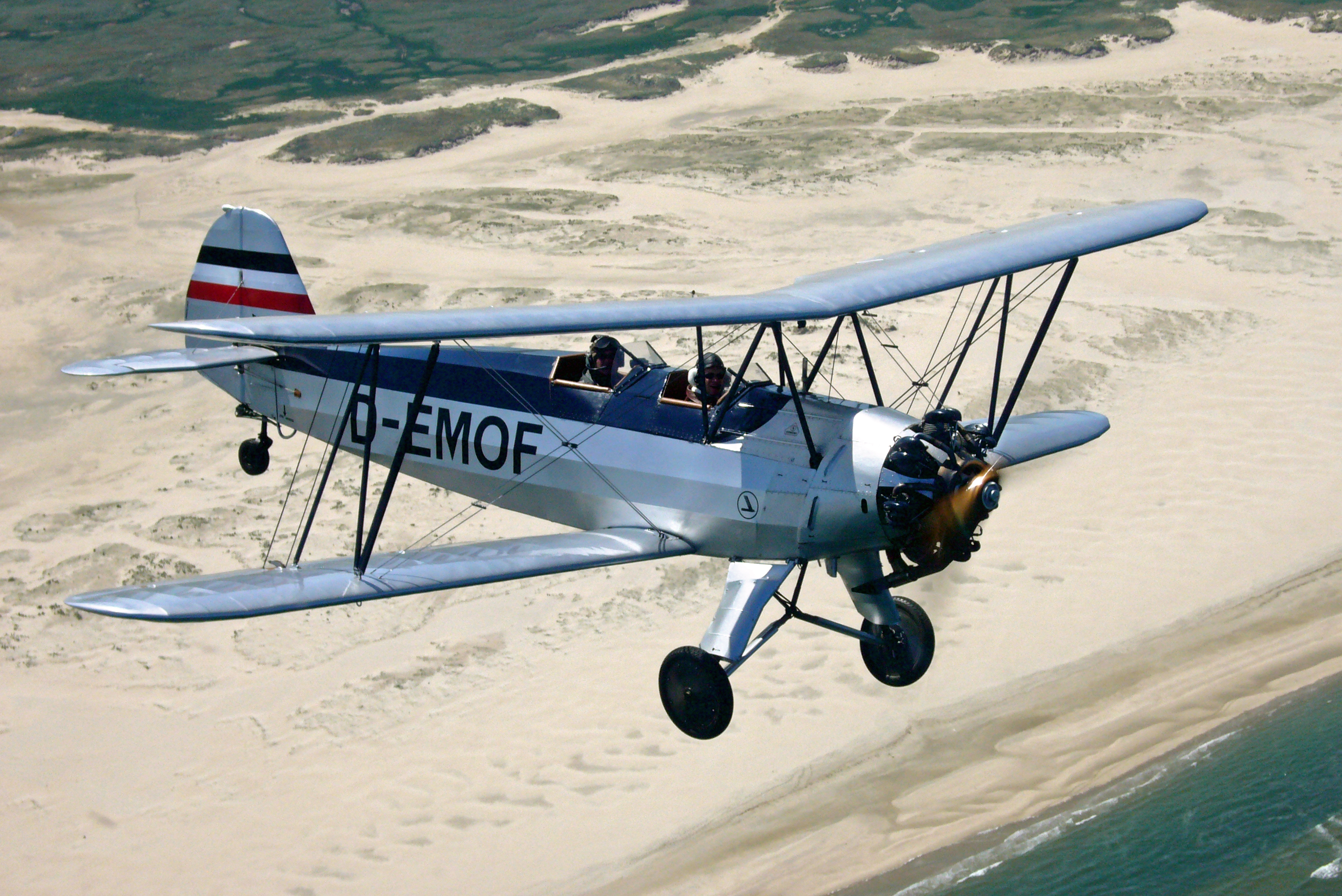
1932 – Focke-Wulf Fw 44

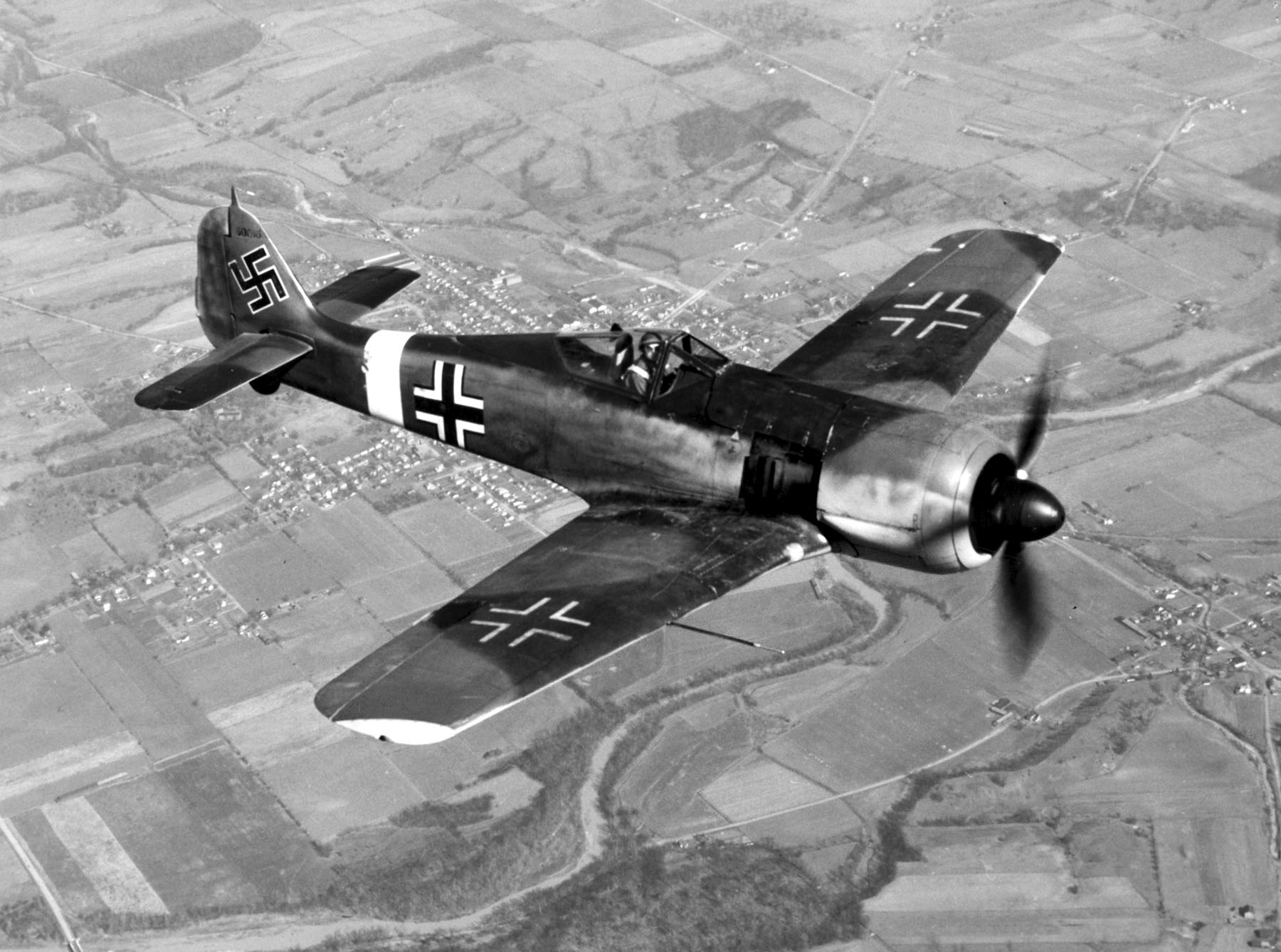
1939 – Focke-Wulf Fw 190

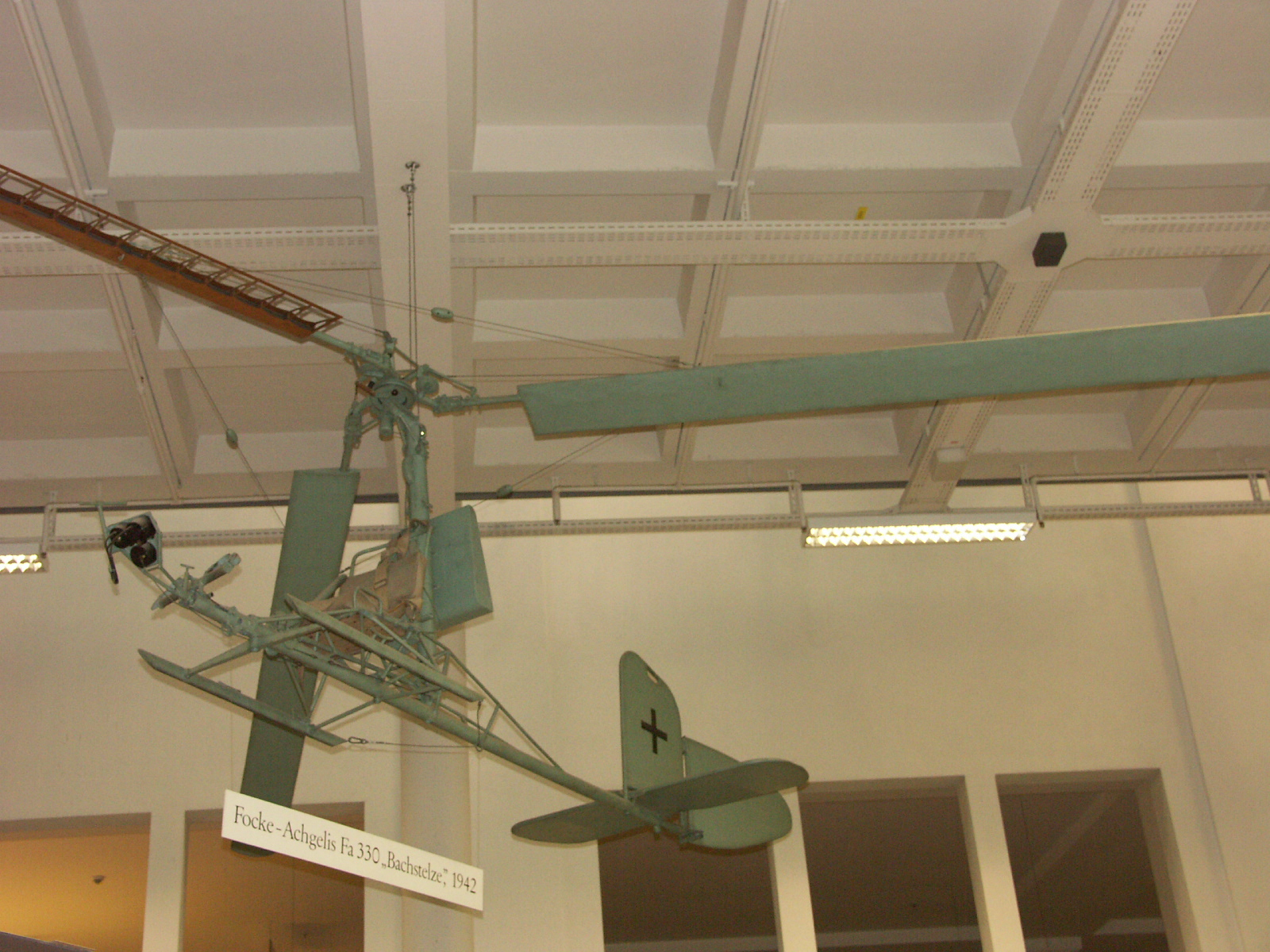
1943 – Focke-Achgelis Fa 330

Das erste hergestellte Flugzeug nach der Firmengründung war die Focke-Wulf A 16, ein kleines Verkehrsflugzeug. Ein weiteres war die in Entenbauweise ausgelegte F 19, bei deren Erprobung Georg Wulf am 29. September 1927 ums Leben kam.
Die Focke-Wulf Fw 200 „Condor“ wurde als Verkehrsflugzeug für Flüge zwischen Berlin und New York (ohne Zwischenlandung) konstruiert. Im Laufe des Krieges wurde sie auch als Bomber und Fernaufklärer verwendet. Die „Condor“ besaß eine weit größere Reichweite als alle anderen in Serienproduktion gebauten deutschen Bomber. „Eigens zu Ehren der Condor-Flieger liess Ludwig Roselius (Unternehmer) nach dem erfolgreichen USA-Flug eine Gedenktafel in der Böttcherstraße (Bremen) anbringen, die an die Pionierleistung der Focke-Wulf-Werke erinnern sollte.“
Unter Kurt Tanks Leitung entstand die Fw 190. Es gilt als eines der besten Jagdflugzeuge des Zweiten Weltkrieges. Die auch den Beinamen „Würger“ führende Fw 190 war bei ihrer Einführung den britischen Jagdflugzeugen Supermarine Spitfire Mk.VB und Hawker Hurricane in Leistung und Bewaffnung überlegen. Die Zuführung der ersten Serienmaschinen an die Fronteinheiten begann Mitte 1941.
- 1924 – Focke-Wulf A 16
- 1925 – Focke-Wulf S 1 (Schulflugzeug)
- 1926 – Focke-Wulf GL 18 (Experimental- und Verkehrsflugzeug)
- 1927 – Focke-Wulf A 17 (Verkehrsflugzeug)
- 1927 – Focke-Wulf GL 22 (Schulflugzeug)
- 1927 – Focke-Wulf A 20 „Habicht“
- 1927 – Focke-Wulf W 4 (Seeaufklärer)
- 1928 – Focke-Wulf S 24a (Schulflugzeug)
- 1929 – Focke-Wulf A 21
- 1929 – Focke-Wulf A 28 „Habicht“
- 1930 – Focke-Wulf A 32 „Bussard“
- 1930 – Focke-Wulf A 33 „Sperber“
- 1931 – Focke-Wulf A 36 (Postflugzeug)
- 1930 – Focke-Wulf L 101 „Albatros“ (Schulflugzeug)
- 1931 – Focke-Wulf S 39 (Aufklärer)
- 1932 – Focke-Wulf A 40 (Aufklärer)
- 1932 – Focke-Wulf A 43 „Falke“ (Prototyp eines Passagierflugzeuges)
- 1932 – Focke-Wulf Fw 44 „Stieglitz“ (Übungs-Doppeldecker)
- 1932 – Focke-Wulf Fw 47 (Wetterflugzeug)
- 1933 – Focke-Wulf Fw 55 L (Schulflugzeug)
- 1933 – Focke-Wulf Fw 56 „Stößer“ (Übungsflugzeug)
- 1935 – Focke-Wulf Fw 159 (Prototyp Jagdflugzeug)
- 1935 – Focke-Wulf Fw 58 „Weihe“ (Transport- und Schulflugzeug)
- 1936 – Focke-Wulf Fw 57 (Zerstörer)
- 1936 – Focke-Wulf Fw 62 (Schwimmerflugzeug)
- 1937 – Focke-Wulf Fw 187 „Falke“ (schweres Jagdflugzeug)
- 1937 – Focke-Wulf Fw 189 „Uhu“ / „Fliegendes Auge“ (Aufklärer)
- 1937 – Focke-Wulf Fw 200 „Condor“ (Verkehrsflugzeug und Bomber)
- 1939 – Focke-Wulf Fw 190 (Jagdflugzeug)
- 1939 – Focke-Wulf Fw 300 (Entwurf – potentieller Nachfolger der Fw 200 Condor)
- 1940 – Focke-Wulf Fw 191 (Bomber)
- 1943 – Focke-Wulf Ta 154 „Moskito“ (Nachtjäger)
- 1944 – Focke-Wulf Ta 152 Nachfolger der Focke-Wulf Fw 190 D
- 1945 – Focke-Wulf Ta 183 (auch Jäger-Projekt IV – Jagdflugzeug mit Strahlantrieb)
- 1952 – Focke-Wulf Weihe 50 (Segelflugzeug; Nachkriegsversion der DFS Weihe)
- 1952 – Focke-Wulf Kranich III (Segelflugzeug)
- 1957 – Focke-Wulf P-149D (Lizenzbau der Piaggio P.149)

### Hubschrauber

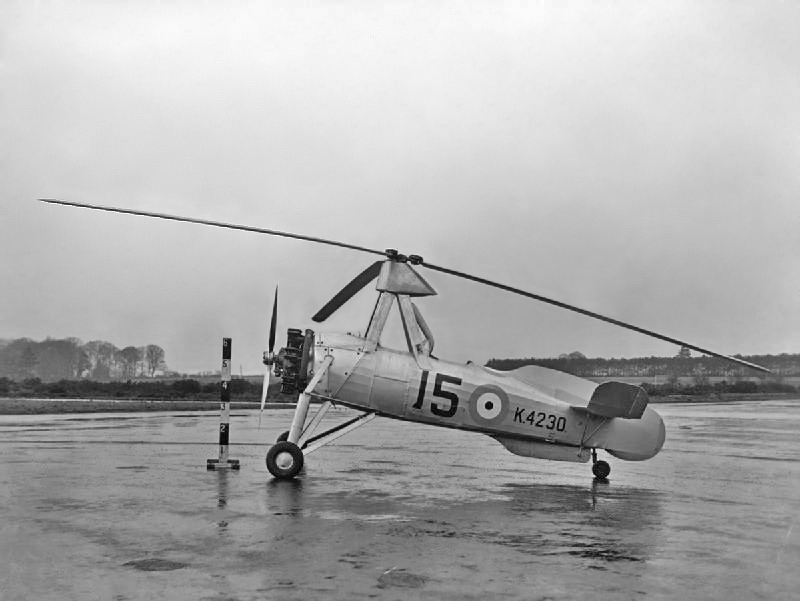
Focke-Wulf Fw 30

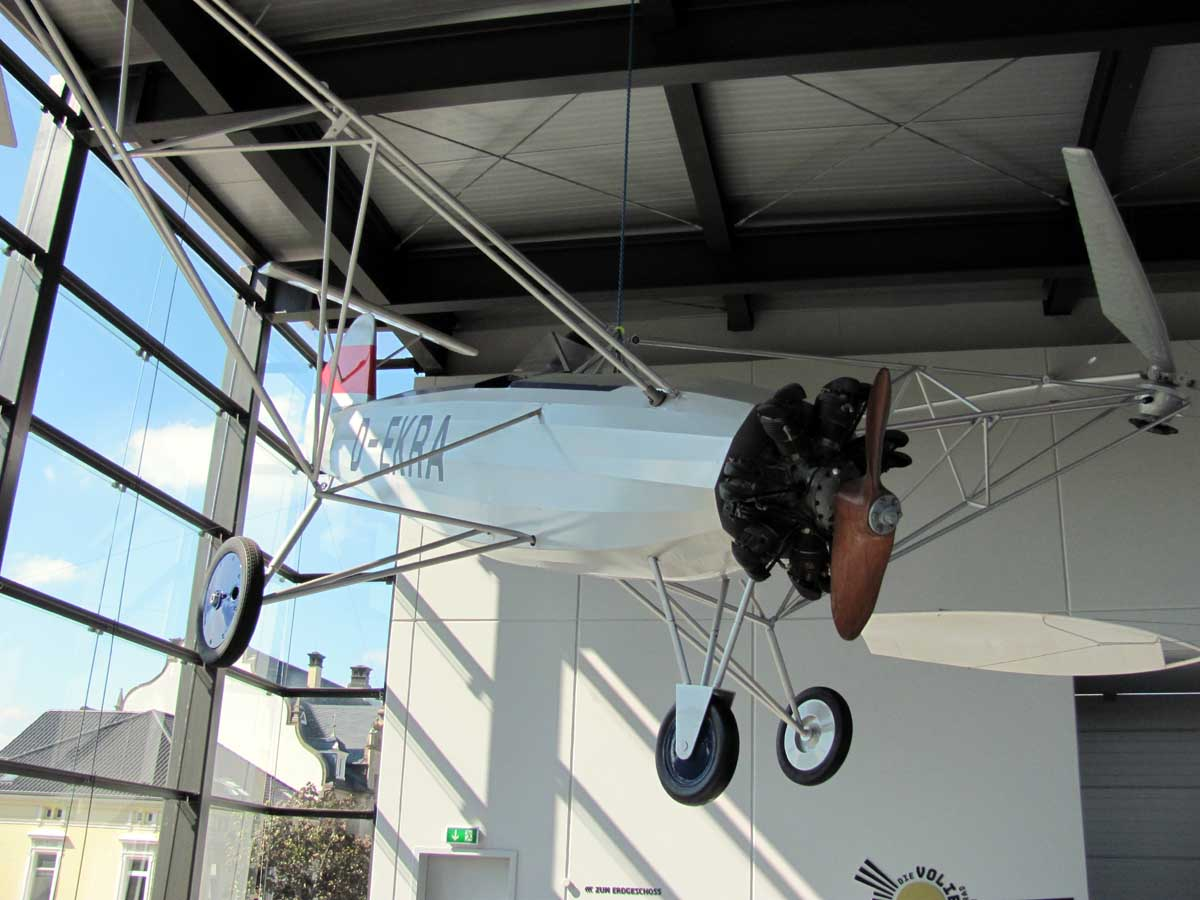
Focke-Wulf Fw 61

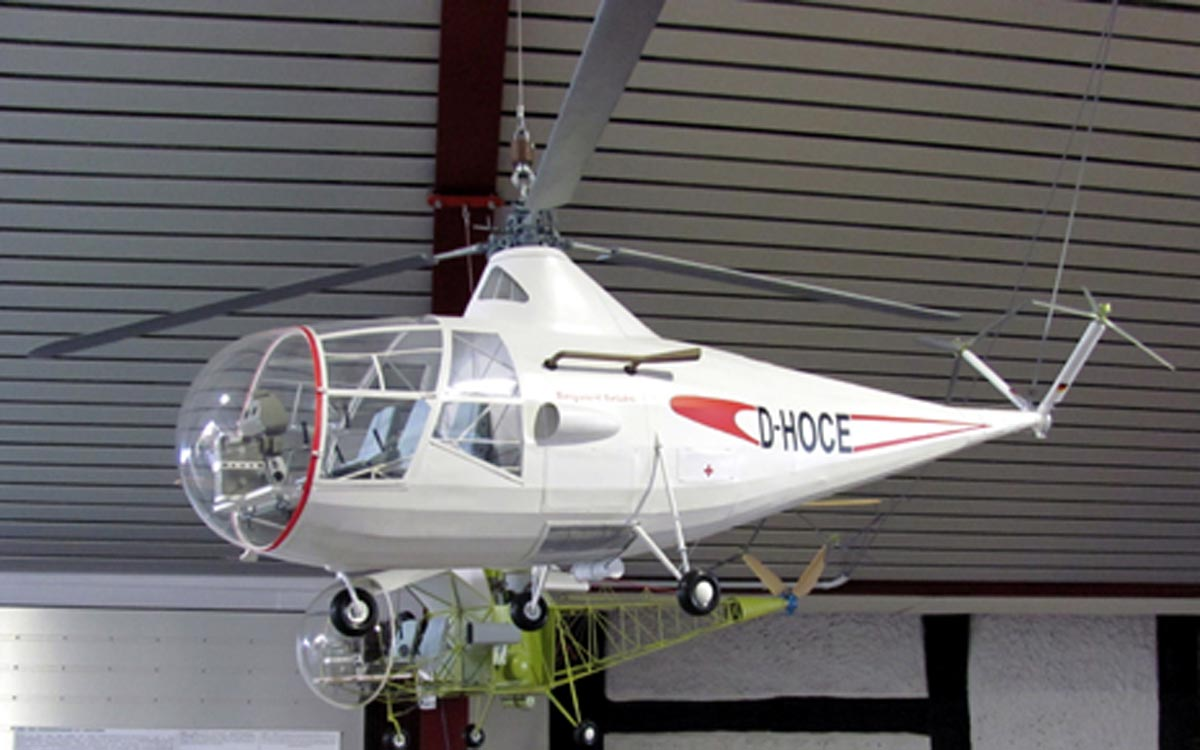
Borgward Kolibri

Die Focke-Wulf-Flugzeugbau AG baute in den Jahren 1932 bis 1938 unter der Lizenz der britischen Firma Cierva Autogiro 43 Tragschrauber des Typs Cierva C.30, die in Deutschland unter dem Namen „Fw 30 Heuschrecke“ bekannt wurden, und sammelte damit Erfahrung für den Bau eigener Hubschrauber.
Henrich Focke erfand und konstruierte den ersten flugfähigen und vollsteuerbaren Hubschrauber der Welt, die Focke-Wulf Fw 61 von 1936.
- 1932 – Focke-Wulf Fw 30 „Heuschrecke“ und Focke-Wulf C.20 (Tragschrauber-Lizenzbauten)
- 1936 – Focke-Wulf Fw 61 (Hubschrauber)
- 1938 – Focke-Wulf Fw 186 (Hubschrauber)
- 1940 – Focke-Achgelis Fa 223 „Drachen“ (Transporthubschrauber)
- 1943 – Focke-Achgelis Fa 225 (Versuchshubschrauber)
- 1943 – Focke-Achgelis Fa 330 „Bachstelze“ (Aufklärer für U-Boote)
- 1943 – Focke-Achgelis Fa 336 (motorisierte Fa 330)
- 1958 – Borgward Kolibri (entwickelt unter der Leitung von Henrich Focke)